# 혼노지 (영화)
《혼노지》(本能寺ホテル, Honnoji Hotel)는 일본에서 제작된 스즈키 마사유키 감독의 2017년 코미디 영화이다. 아야세 하루카 등이 주연으로 출연하였다. 일본에서는 2017년 1월 14일 토호를 통해 개봉되었다.

## 출연

### 주연
- 아야세 하루카
- 츠츠미 신이치

### 조연
- 하마다 가쿠
- 히라야마 히로유키